# Endasys angularis
Endasys angularis là một loài tò vò trong họ Ichneumonidae.